# Alda Pinto
Alda Pinto Nunes Mendonça (Porto, 1930 — Lisboa, 23 de Janeiro de 2013) foi uma actriz portuguesa.

## Biografia
Alda Pinto nasceu no Porto.
Ao longo de mais de 50 anos de carreira, participou em centenas de revistas, comédias, séries de televisão, espectáculos de revista e comédia em digressão pelo país e estrangeiro.
Ficou também conhecida do grande público ao fazer alguns anúncios de televisão, como por exemplo da TMN, em 1992.
Foi no teatro de revista a criadora do fado "Eu Nasci na Mouraria" no palco do extinto ABC no Parque Mayer.
Trabalhou ao lado dos grandes da sua época e principalmente com Laura Alves em comédias.
Nos últimos anos da sua carreira participou na peça "My Fair Lady - Minha Linda Senhora" (2002) no Teatro Politeama. Fez também vários anúncios de publicidade.
Foi uma das sócias fundadores da instituição da Casa do Artista.
Alda Pinto faleceu a 23 de Janeiro de 2013, aos 82 anos, em Lisboa.

## Televisão
- 1968 - "Às Quatro em Ponto"
- 1969 - "A Rainha do Ferro Velho"
- 1970 - "Como Emílio Viu o Teatro"
- 1974 - "Alves e Companhia"
- 1985 - "Chuva na Areia"
- 1986 - "Há Petróleo no Beato"[1][6]
- 1987 - "Palavras Cruzadas"
- 1988 - "Sétimo Direito"[7]
- 1989 - "Os Irmãos Meireles"
- 1991 - "A Grande Mentira"[8]
- 1992 - "Catavento"
- 1992 - "Cinzas"
- 1992 - "Grande Noite"[1][9]
- 1993 - "Terra Instável"[10]
- 1997 - "As Aventuras do Camilo"
- 1999 - "Médico de Família"[1][11]

## Teatro
- 1949? - Mulheres do Norte[3]
- 1950 - Fogueiras de São João - Teatro Sá da Bandeira/Teatro Maria Vitória[12]
- 1951 - Doce da Teixeira - Teatro Sá da Bandeira[13]
- 1952 - Ó Rosa Arredonda a Saia - Teatro Avenida[14]
- 1953 - Viva o Luxo! - Teatro Monumental[15]
- 1955 - O João Ninguém - Teatro Variedades[16]
- 1956 - Haja Saúde! - Teatro ABC[17]
- 1956 - Muitas e Boas - Teatro ABC[18]
- 1956 - Daqui Fala o Zé! - Teatro ABC[19]
- 1957 - Há Horas Felizes - Teatro Variedades[20]
- 1959 - Há Feira no Coliseu! - Coliseu dos Recreios[21]
- 1960 - Acerta o Passo! - Teatro ABC[22]
- 1960 - A Vida é Bela! - Teatro Capitólio[23]
- 1961 - Campinos, Mulheres e Fado - Teatro Capitólio[24]
- 1961 - Tá Bem… Deixa! - Teatro Capitólio[25]
- 1965 - Paris Hotel - Teatro Monumental[26][27]
- 1965 - O Comprador de Horas - Teatro Monumental[28]
- 1967 - A Promessa - Teatro Monumental[29]
- 1967 - A Flor do Cacto - Teatro Monumental[1][30]
- 1969 - Quando Ela se Despiu… - Teatro Monumental[31]
- 1969 - A Rainha do Ferro Velho - Teatro Variedades[32]
- 1971 - A Querida Mamã - Teatro Capitólio[33]
- 1974 - A Menina Alice e o Inspector - Teatro Capitólio
- 1975 - Garotas no Espeto - Teatro Laura Alves[34]
- 1976 - Sexy Show - Teatro Laura Alves[35]
- 1977 - Aqui Quem Manda Sou Eu! - Teatro Monumental[36][37]
- 1979 - A Invasão - Teatro da Trindade[38]
- 1981 - Há Petróleo no Beato - Teatro Variedades[39]
- 1994 - Ao Que Nós Chegámos
- 2002 - My Fair Lady - Minha Linda Senhora - Teatro Politeama[40]